# Венесия (Антьокия)
Венесия (исп. Venecia) — город и муниципалитет на западе Колумбии, на территории департамента Антьокия. Входит в состав субрегиона Юго-западная Антьокия.

## История
Поселение, из которого позднее вырос город, было основано 13 января 1898 года. Муниципалитет Венесия был выделен в отдельную административную единицу в 1909 году.

## Географическое положение
Город расположен в юго-западной части департамента, в гористой местности Центральной Кордильеры, к востоку от реки Каука, на расстоянии приблизительно 30 километров к юго-юго-западу (SSW) от Медельина, административного центра департамента. Абсолютная высота — 1422 метра над уровнем моря.

Муниципалитет Венесия граничит на севере с муниципалитетами Титириби и Амага, на востоке и юго-востоке — с муниципалитетом Фредония, на юге — с муниципалитетом Тарсо, на востоке — с муниципалитетами Конкордия и Сальгар. Площадь муниципалитета составляет 141 км².

## Население
По данным Национального административного департамента статистики Колумбии, совокупная численность населения города и муниципалитета в 2012 году составляла 13 314 человек.
Динамика численности населения муниципалитета по годам:
| 2005   | 2006   | 2007   | 2008   | 2009   | 2010   | 2011   | 2012   |
| ------ | ------ | ------ | ------ | ------ | ------ | ------ | ------ |
| 13 419 | 13 407 | 13 394 | 13 380 | 13 365 | 13 349 | 13 332 | 13 314 |

Согласно данным переписи 2005 года мужчины составляли 49,6 % от населения Венесии, женщины — соответственно 50,4 %. В расовом отношении белые и метисы составляли 95,8 % от населения города; негры, мулаты и райсальцы — 3,8 %; индейцы — 0,4 %.
Уровень грамотности среди всего населения составлял 84,6 %.

## Экономика
Основу экономики Венесии составляют сельскохозяйственное производство, добыча угля и туризм.

49,1 % от общего числа городских и муниципальных предприятий составляют предприятия торговой сферы, 31,1 % — предприятия сферы обслуживания, 14,8 % — промышленные предприятия, 5 % — предприятия иных отраслей экономики.